# وسط الصين

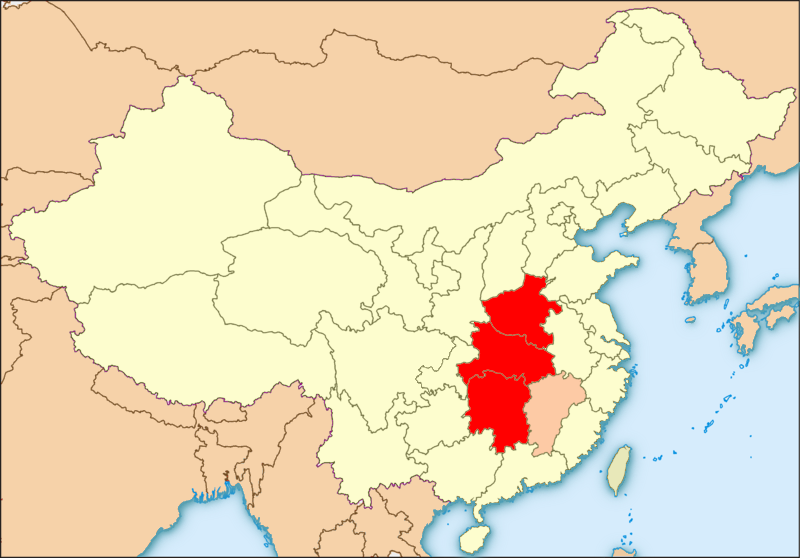
وسط الصين.

الأخضر = خطة تطوير وسط الصين

وسط الصين (بالصينية: 华中地区) تعرف جغرافيا بأنها المنطقة الثقافية التي تغطي المنطقة الوسطى من الصين. هذه المنطقة التي تشمل محافظات خنان وخوبي وخونان، وفي بعض الأحيان تعتبر جيانغشي جزءا من هذه المنطقة. وسط الصين الآن رسميا جزء من جنوب وسط الصين تحكمها جمهورية الصين الشعبية. وفي سياق خطة تطوير وسط الصين من قبل الحكومة الشعبية المركزية في عام 2004، فإن المقاطعات المحيطة بمنطقة وسط الصين بما في ذلك شانشي وآنهوي، تعرف أيضا بأنها مناطق تنمية وسط الصين.

## التقسيمات الإدارية
| معايير GB | أيزو 3166-2:CN | المقاطعة | الاسم بالصينية     | العاصمة | عدد السكان | الكثافة | المساحة | الاختصار/الرمز |
| --------- | -------------- | -------- | ------------------ | ------- | ---------- | ------- | ------- | -------------- |
| HA        | 41             | خنان     | 河南省 Hénán Shěng | تشنغتشو | 94,023,567 | 563.01  | 167,000 | 豫 Yù          |
| HB        | 42             | خوبي     | 湖北省 Húběi Shěng | ووهان   | 57,237,740 | 307.89  | 185,900 | 鄂 È           |
| HN        | 43             | خونان    | 湖南省 Húnán Shěng | تشانغشا | 65,683,722 | 312.77  | 210,000 | 湘 Xiāng       |